# Нова Слобідка (Золотухинський район)
Нова Слобідка (рос. Новая Слободка) — присілок в Золотухинському районі Курської області Російської Федерації.
Населення становить 116 осіб. Входить до складу муніципального утворення Будановська сільрада.

## Історія
Населений пункт розташований на території українського етнічного та культурного краю Східна Слобожанщина.
Від 2004 року входить до складу муніципального утворення Будановська сільрада.

## Населення
| 2002 | 2010 |
| ---- | ---- |
| 137  | ↘116 |